# Saint-Mury-Monteymond
Saint-Mury-Monteymont ist eine französische Gemeinde mit 335 Einwohnern (Stand: 1. Januar 2022) im Département Isère in der Region Auvergne-Rhône-Alpes (vor 2016 Rhône-Alpes). Sie gehört zum Arrondissement Grenoble und zum Kanton Le Moyen Grésivaudan. Die Einwohner nennen sich Murimontois oder Chamois.

## Geographie
Saint-Mury-Monteymont liegt etwa 15 Kilometer ostnordöstlich von Grenoble in einem Tal des Grésivaudan. Im Osten reicht das Gemeindegebiet bis in die Gletscherregion der Westalpen – der Gletscher Glacier de Freydane liegt unterhalb des 2977 m hohen Gipfels des Grand Pic de Belledonne. Umgeben wird Saint-Mury-Monteymont von den Nachbargemeinden Sainte-Agnès im Norden und Osten sowie La Combe-de-Lancey im Süden und Westen.

## Bevölkerungsentwicklung
| Jahr                       | 1962 | 1968 | 1975 | 1982 | 1990 | 1999 | 2006 | 2012 | 2021 |
| Einwohner                  | 247  | 150  | 150  | 193  | 259  | 314  | 339  | 342  | 327  |
| Quellen: Cassini und INSEE |      |      |      |      |      |      |      |      |      |

## Sehenswürdigkeiten
- Kirche Saint-Maurice aus dem 19. Jahrhundert

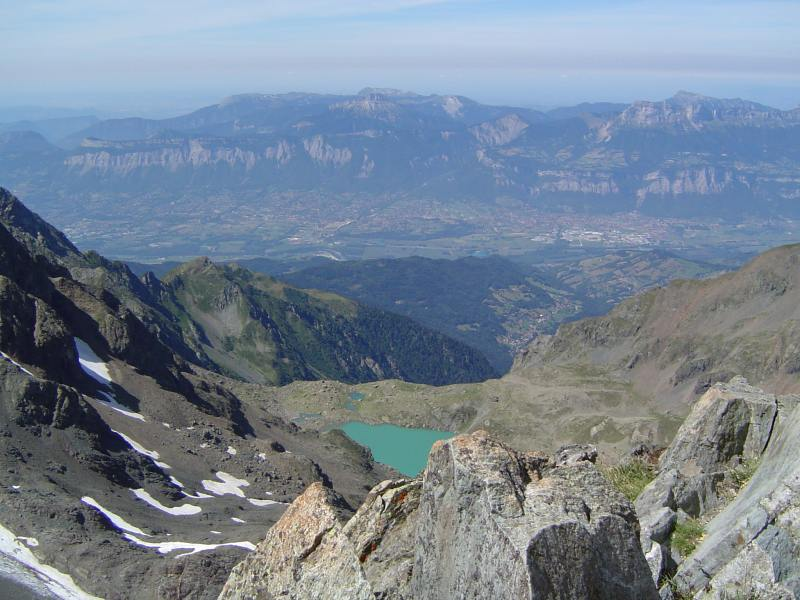
Blick über den Bergsee Lac Blanc zum Grand Pic de Belledonne

- alte Mühle